# Anthony Lerew
Anthony Lerew, né le 28 octobre 1982 à Carlisle (Pennsylvanie), est un joueur américain de baseball évoluant en Ligue majeure de baseball chez les Kansas City Royals. Après la saison 2009, il compte 14 matchs joués pour une moyenne de points mérités de 6,69. 

## Carrière
Après des études secondaires à la Northern High School de Wellsville (Pennsylvanie), Anthony Lerew est drafté le 5 juin 2001 par les Braves d'Atlanta. Il passe cinq saisons en Ligues mineures avant d'effectuer ses débuts en Ligue majeure le 4 septembre 2005. Ses apparitions avec les Braves restent exceptionnelles et il évolue principalement en Triple-A de 2005 à 2007. En 2008, il n'est jamais appelé en majeure. 
Libéré de son contrat par les Braves le 10 mars 2009, il s'engage avec les Royals de Kansas City le 18 mars 2009. Il joue la saison en Triple-A avant d'être appelé à disputer trois matches, dont deux comme lanceur partant, avec les Royals en Ligue majeure en septembre 2009.

## Statistiques
En saison régulière
| Statistiques de lanceur |             |    |    |   |   |    |      |    |       |
| Saison                  | Équipe      | G  | GS | V | D | SV | IP   | SO | ERA   |
| 2005                    | Atlanta     | 7  | 0  | 0 | 0 | 0  | 8.0  | 5  | 5,62  |
| 2006                    | Atlanta     | 1  | 0  | 0 | 0 | 0  | 2.0  | 1  | 22,50 |
| 2007                    | Atlanta     | 3  | 3  | 0 | 2 | 0  | 11.2 | 9  | 7,71  |
| 2009                    | Kansas City | 3  | 2  | 0 | 1 | 0  | 13.1 | 7  | 4,05  |
| Totaux                  |             | 14 | 5  | 0 | 3 | 0  | 35.0 | 22 | 6,69  |

Note: G = Matches joués; GS = Matches comme lanceur partant; V = Victoires; D = Défaites; 
SV = Sauvetages; IP = Manches lancées; SO = retraits sur des prises; ERA = Moyenne de points mérités.